# Äystöjärvi
Äystöjärvi är en sjö i Finland. Den ligger i kommunen Kuusamo i landskapet Norra Österbotten, i den nordöstra delen av landet, 700 km norr om huvudstaden Helsingfors. Äystöjärvi ligger 245,4 meter över havet. Arean är 43,9 hektar och strandlinjen är 4,02 kilometer lång. Sjön  ingår i Koundaälvens huvudavrinningsområde. 